# Sudoły (województwo łódzkie)
Sudoły – wieś w Polsce położona w województwie łódzkim, w powiecie sieradzkim, w gminie Błaszki.
| SIMC    | Nazwa   | Rodzaj    |
| ------- | ------- | --------- |
| 0698762 | Klekoty | część wsi |
| 0698779 | Nowiny  | część wsi |

W latach 1975–1998 miejscowość administracyjnie należała do województwa sieradzkiego.